# Herbert Fandel

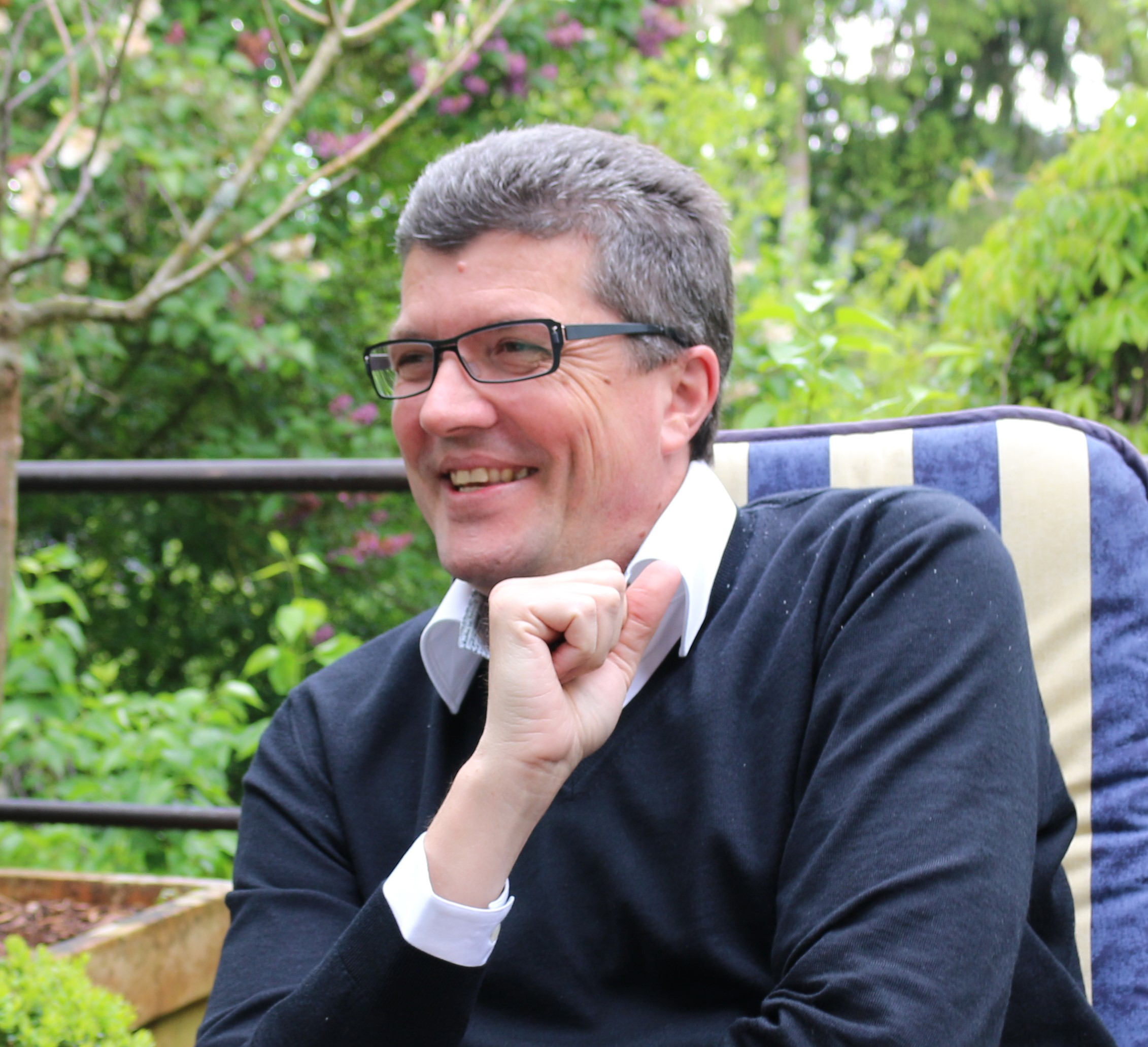

Herbert Fandel (9 de marzo de 1964 en Kyllburg) es un exárbitro de fútbol alemán. Algunos partidos importantes dirigidos por él fueron la final de la Liga de Campeones de la UEFA 2006-07, entre el AC Milan y el Liverpool, y la final de la Copa de la UEFA 2005-06, con el Sevilla enfrentando Middlesbrough.
Además, ha pitado en la Copa Confederaciones 2005, en los Juegos Olímpicos de 2000 y en la Eurocopa 2008.
Fandel es recordado por el partido de las Eliminatorias a la Eurocopa 2008 del 2 de junio de 2007 entre Suecia y Dinamarca, en Copenhague, el cual decidió suspender tras una agresión por parte de un hincha local, debido a un penalti sancionado en el minuto 89 a favor de los visitantes.
- Datos: Q321234
- Multimedia: Herbert Fandel / Q321234